# 扎西泽仁
扎西泽仁（1929年3月—2008年6月13日），男，藏族，四川巴塘人，中华人民共和国政治人物，曾任四川省人大常委会副主任，第五、六、八届全国政协委员。